# Ropalomera glabrata
Ropalomera glabrata är en tvåvingeart som beskrevs av Prado 1966. Ropalomera glabrata ingår i släktet Ropalomera och familjen Ropalomeridae. Inga underarter finns listade i Catalogue of Life.